# Szlichtyngowa
Szlichtyngowa [ʃlixtɨŋˈgɔva], tyska: Schlichtingsheim, är en stad i västra Polen, belägen i distriktet Powiat wschowski i Lubusz vojvodskap. Tätorten hade 1 320 invånare år 2014 och utgör centralort i en kommun med totalt 5 108 invånare samma år.

## Geografi
Stadskärnan ligger omkring 2 kilometer norr om floden Barycz mynning i Oder.

## Historia
Staden Schlichtinkowo (tyska: Schlichtingsheim) grundades av protestantiska religionsflyktingar från Schlesien, som flytt till Polen i samband med trettioåriga kriget under återkatoliseringen av Schlesien. På en plats i Storpolen 1,5 km norr om gränsen till Schlesien grundade den lokala länsherren i Gorczyna, Johann Georg von Schlichting, med tillstånd från den polske kungen Vladislav IV Vasa en stad som fick namn efter von Schlichting. Staden fick stadsrättigheter samt förordningar som reglerade hantverken i staden. 

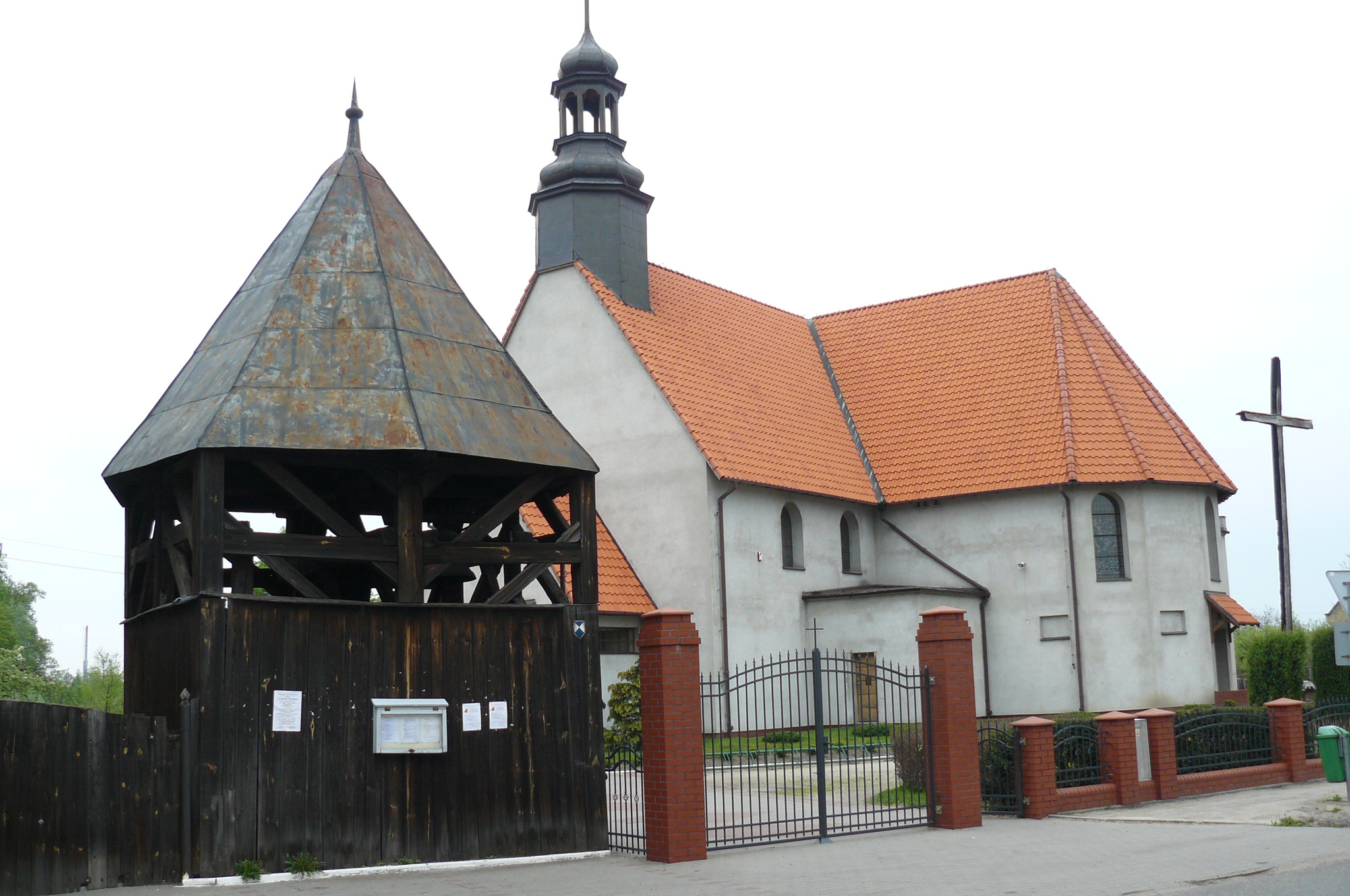
Szlichtyngowas kyrka.

Gatunätet anlades omkring ett fyrkantigt marknadstorg i räta vinklar, på en yta om 14 hektar. År 1653 gav kung Johan II Kasimir ytterligare rättigheter för handel med linneprodukter. 1793 blev staden del av kungadömet Preussen genom Polens andra delning. Under Napoleonkrigen tillhörde staden hertigdömet Warszawa från 1806 till 1815 och blev därefter åter preussisk. Fram till Versaillesfreden tillhörde staden Landkreis Fraustadt i provinsen Posen. Fram till 1938 var den därefter del av Grenzmark Posen-Westpreusen samt 1938-1945 del av provinsen Schlesien.

Staden fick järnvägsanslutning 1906 på sträckan mellan Glogau och Guhrau. Schlichtingsheim förblev en liten hantverksstad, med huvudsakligen tysktalande befolkning. Först 1927 fick staden ett eget rådhus. 
1945 blev staden del av Folkrepubliken Polen genom Potsdamöverenskommelsen, och den återstående tysktalande befolkningen fördrevs västerut. De polska myndigheterna döpte om staden till den moderna polska namnformen Szlichtyngowa.
Stadens träkyrka från 1600-talet brann ned den 14 april 1995. Kyrkan återuppbyggdes i liknande utförande och invigdes på nytt 2002.